# 板桥镇 (东方市)
板桥镇是中华人民共和国海南省东方市下辖的一个镇。

## 行政区划
板桥镇下辖以下村级行政区划单位：
桥北村、桥南村、好瑞村、本廉村、文质村、老方村、元兴村、利章村、白穴村、抱利村、下园村、板桥村、南港村、中沙村、田头村、田中村、后壁村、加力村、三间村、高田村和新园村。

## 交通
- 海南西环高速铁路：金月湾站